# Churchill Mk-III 'Bobbin'
De Churchill Mk-III 'Bobbin' was een geallieerde Britse tank die gebruikt werd tijdens de landing in Normandië op 6 juni 1944, tijdens de Tweede Wereldoorlog.
De DD-tanks, Crabs en AVRE"s waren gebouwd om te landen en de vijandelijke verdediging uit te schakelen - maar ze zouden de Duitse stellingen nooit kunnen naderen hebben, als het strand hun gewicht niet zou kunnen dragen.
Vandaar de 'Bobbin', die een kokosloper van 3 meter breed en ongeveer 110 meter lang kon leggen, waar de andere zwaardere tankvoertuigen overheen konden rijden.
Dit rupsvoertuig, genoemd naar de Britse staatsman Winston Churchill, werd in de landingsvaartuigen geladen vanaf de troepentransportschepen of in de geallieerde havens. Aan het strand gekomen reden ze als eerste voor de stormloop en legden er hun "loper" uit voor de zware legervoertuigen.
Deze rupsvoertuigentank had geen geschutskoepel, maar wel een grote cilinderrol voor zich waarvan de kokosloper werd uitgerold. Deze werd onder de tank vastgereden in het zand. Deze grote rol draaide in een grote rechthoekige arm die men omlaag of omhoog kon brengen. De tank geleek op een grote bulldozer, maar dan zonder blad.
Zulke tanks waren er ook om nadien de wrakken van tanks, jeeps, vrachtwagens en lichtere pantserwagens op te ruimen of opzij te duwen.
Als de tank zijn eindpunt en zijn doel waarvoor hij geconstrueerd was, had bereikt, had men hem in het binnenland niet meer zo hard nodig. Zijn 'rol' was dan letterlijk uitgespeeld. Het gebeurde wel dat zo'n tank met zijn hoge rolconstructie het eerste doel werd van vijandelijk vuur.
Men kon hem nog gebruiken op zeer modderige wegen in het binnenland, zodanig dat de gevechtstanks niet vast liepen in de modder.
De Churchill Mk-III 'Bobbin' had wel een bewapening n.l. een Petard-mortier; een 303-inch mitrailleur en zijn bemanning bestond uit vier man. Zijn bedrijfssnelheid bedroeg 4,5 km/u. Zijn actieradius was ong. 150 km, gewicht 39 ton. De kokosloper: 110 meter lang en 3 meter breed.